# Saban Entertainment
Saban Entertainment, Inc. (cùng với Saban International - hoạt động bên ngoài Hoa Kỳ, tên pháp lý hiện tại là BVS Entertainment, Inc.) là một công ty sản xuất truyền hình Mỹ-Israel độc lập trên toàn thế giới được thành lập vào năm 1980 bởi nhà sản xuất âm nhạc và truyền hình Haim Saban và Shuki Levy là "Saban Productions". Công ty này được biết đến với việc nhập khẩu, lồng tiếng và chuyển thể một số bộ truyện Nhật Bản như Maple Town (... Câu chuyện), Noozles (Fushigi na Koala Blinky và Pinky), Truyện ngụ ngôn Funky (Video Anime Ehonkan Sekai Meisaku Dowa), Samurai Pizza Mèo (Kyatto Ninden Teyande) và ba loạt Digimon đầu tiên đến Bắc Mỹ và các thị trường quốc tế để cung cấp, bao gồm cả hoạt hình và chương trình hành động trực tiếp. Saban cũng đáng chú ý với các phiên bản toku khác nhau của họ trong một số chương trình từ Công ty Toei, bao gồm Power Rangers nổi tiếng (dựa trên loạt Super Sentai), Big Bad Beetleborgs (dựa trên Juukou B-Fighter), VR Troopers (có yếu tố VR của loạt Metal Hero như Space Sheriff Shaider, Jikuu Senshi Spielban và Choujinki Metalder) và Masked Rider (sử dụng các cảnh trong Kamen Rider Black RX của Nhật Bản). Saban đã tham gia vào việc hợp tác sản xuất các chương trình hoạt hình Pháp / Mỹ do Jean Chalopin tạo ra cho DIC Entertainment. Một số đồng sản xuất đầu những năm 1980 là Camp Candy, Ulysses 31, Jayce và các chiến binh có bánh xe và Thành phố bí ẩn của vàng (thứ ba trong số đó là sản phẩm hợp tác của Nhật Bản). Saban cũng đã phân phối và cung cấp nhạc cho các chương trình TV được sản xuất bởi các công ty khác, chẳng hạn như Super Super Bros Bros Super Show!, Inspector Utility và 2 mùa lồng tiếng đầu tiên của Dragon Ball Z.

## Lịch sử
Saban Entertainment được thành lập vào năm 1980 với tên gọi "Saban Productions". Logo Saban đầu tiên mô tả một hành tinh giống Sao Thổ với chữ "Saban", theo phông chữ Pac-Man, đi ngang qua vành đai của hành tinh. Hành tinh có năm dòng dưới chữ "Productions". Vài năm sau, công ty đã tạo ra Saban International, để phân phối quốc tế các chương trình của mình (lưu ý: mặc dù được sử dụng thay thế cho "Saban International Paris", nhưng về mặt kỹ thuật, chúng là hai thực thể khác nhau).
Năm 1986, Saban Productions đã mua bản quyền nước ngoài cho thư viện lập trình trẻ em DIC Enterprises từ DIC Animation City của DIC, sau đó bán bản quyền cho Jean Chalopin C & D. DIC sau đó đã kiện Saban vì những thiệt hại và vào năm 1991, DIC và Saban đã đạt được một thỏa thuận. Năm 1988, công ty đổi tên thành Saban Entertainment. Khi công ty phát triển thêm giám đốc điều hành được thuê để đẩy vào các lĩnh vực mới như lập trình thời gian chính. Saban thuê, để đứng đầu bộ phận phân phối Saban International, Stan Golden từ Horizon International TV. Sau đó vào tháng 8 năm 1989, Tom Palmieri đến từ MTM Enterprises để trở thành chủ tịch Saban. Đến ngày 2 tháng 1 năm 1990, Saban thành lập bộ phận Saban / Scherick Productions để sản xuất với Edgar Scherick, chủ yếu là miniseries và phim dành cho phim truyền hình.

### Hợp tác vớiMarvel Entertainment
New World Animation (The Incredible Hulk), Saban (X-Men) và Marvel Films Animation (Spider-Man) từng sản xuất một loạt phim  truyền hình Marvel.
Tuy nhiên, do sự phá sản của Marvel, bộ phim đã bị hủy trước khi công chiếu. Cả Marvel và Saban sẽ trở thành một phần của Công ty Walt Disney; Saban (đổi tên thành BVS Entertainment) vào năm 2002 và Marvel vào cuối năm 2009. Sau đó, năm 2010, Haim Saban thành lập một công ty mới, Saban Capital Group (SCG); họ đã sản xuất các chương trình dưới tên Saban Brand tất cả các mùa Power Rangers bắt đầu với Power Rangers Samurai.

### BVS Entertainment
Vào ngày 23 tháng 7 năm 2001, thông báo rằng tập đoàn sẽ được bán cho Công ty Walt Disney như một phần trong việc bán Fox Family Worldwide / Fox Kids Worldwide (nay là ABC Family Worldwide) bởi Haim Saban và News Corporation, và vào ngày 24 tháng 10 năm 2001, việc bán hàng đã hoàn tất và nhóm được đổi tên thành Giải trí BVS (Buena Vista Studios). Chương trình chính thức cuối cùng và được Saban Entertainment sản xuất và phân phối đầy đủ là Power Rangers Time Force. Tuy nhiên, Power Rangers Wild Force là sê-ri cuối cùng do Saban tạo ra và mới nhất có sự hợp tác (Saban tạo ra sê-ri và chỉ sản xuất trước khi mua lại Saban Entertainment và Fox Family Worldwide / Fox Kids Worldwide, chương trình thuộc về bản quyền của Disney và được phân phối bởi BVS, mặc dù chương trình được sản xuất bởi MMPR Productions, nhà sản xuất của Power Rangers của Saban). Haim Saban rời Saban International Paris cùng năm và cuối cùng bị tách ra và bán khỏi Saban Entertainment để trở thành một studio độc lập. Disney cuối cùng sẽ mua 49% cổ phần thiểu số trong bộ phận này, vào ngày 1 tháng 10 năm 2002 được đổi tên thành SIP Animation, công ty tiếp tục sản xuất nội dung cho đến năm 2009. Kể từ khi Saban Capital Group mua lại bản quyền của Power Rangers và Digimon, BVS Entertainment đã không hoạt động và là người giữ bản quyền hiện tại cho các chương trình sản xuất cũ của Saban và Fox Kids / Fox Children mà Disney hiện đang sở hữu.

### Sensation Animation
Một phần của Saban Entertainment đã được đổi tên thành Sensation Animation vào năm 2002 và là sự cống hiến của Disney cho các dịch vụ sản xuất và hậu kỳ cho phim hoạt hình ADR, và để Disney có thể tiếp tục lồng tiếng cho Digimon (nửa sau của Digimon Tamers và Digimon Frontier). Bộ phận này đã ngừng hoạt động vào năm 2003 sau khi Disney mất quyền lồng tiếng Digimon. Tuy nhiên, Disney sẽ tiếp tục lồng tiếng và phân phối bốn bộ phim Digimon chưa được đặt tên trước đó; Revenge of Diaboromon (DA02), Battle of Adventurers (DT), Runaway Locomon (DT) và Island of the Lost Digimon (DF) năm 2005 và TV mùa thứ năm, Digimon Data Squad năm 2007, nhưng lần này việc lồng tiếng đã được xử lý bởi xưởng sản xuất hậu kỳ Studiopolis. Phần lớn các diễn viên trước đó đã quay trở lại sans một số diễn viên, như Joshua Seth.

### Saban International Paris
Saban International Paris, sau này là SIP Animation, là một công ty sản xuất truyền hình có trụ sở tại Pháp hoạt động từ năm 1977 đến 2009. Saban International Paris được thành lập tại Pháp bởi Haim Saban và Jacqueline Tordjman vào năm 1977 như một công ty thu âm. Năm 1989, Saban International Paris chuyển sang lĩnh vực hoạt hình. Hãng phim sẽ tiếp tục sản xuất nhiều bộ phim hoạt hình cho Fox Kids Europe trong những năm 1990 và 2000. Haim Saban rời công ty vào năm 2001 với việc mua Fox Family Worldwide, sau đó là Công ty Walt Disney nắm cổ phần của công ty và đổi tên thành SIP Animation vào ngày 1 tháng 10 năm 2002.SIP tiếp tục hợp tác sản xuất loạt phim hoạt hình với Jetix Europe (trước đây là Fox Kids Europe) trong những năm 2000. SIP Animation đã bị đóng cửa vào năm 2009

## Các chương trình truyền hình và phim điện ảnh

### Animated TV series
Saban Entertainment
- Kidd Video (1984 - 1985) (co-production with DIC Enterprises)
- Lazer Tag Academy (1986 - 1987)
- My Favorite Fairy Tales (1986) (co-production with Toei Animation)
- ALF: The Animated Series (1987 - 1989) (co-production with DIC Enterprises for Alien Productions)
- The New Archies (1987) (co-production with DIC Enterprises)
- Kissyfur (1988) (season 2 only; co-production with DIC Enterprises for NBC Productions)
- ALF Tales (1988 - 1989) (co-production with DIC Enterprises for Alien Productions)
- The Karate Kid (1989) (co-production with DIC Enterprises for Columbia Pictures Television)
- Camp Candy (1989 - 1992) (seasons 1 & 2 co-produced with DIC Enterprises)
- Kid 'n Play (1990 - 1991)
- Video Power (1990 - 1992)
- Little Shop (1991)
- X-Men (1992 - 1997) (co-production with Graz Entertainment, Marvel Entertainment Group and in Association with Genesis Entertainment)
- Jin Jin and the Panda Patrol (1994)
- BattleTech: The Animated Series (1994) (co-production with Worldwide Sports and Entertainment)
- Creepy Crawlers (1994 - 1996) (co-production with Abrams/Gentile Entertainment)
- Tenko and the Guardians of the Magic (1995 - 1996)
- Little Mouse on the Prairie (1996)
- Bureau of Alien Detectors (1996 - 1997)
- The Mouse and the Monster (1996 - 1997)
- Silver Surfer (1998) (co-production with Marvel Studios)
- Bad Dog (1998 - 1999) (co-production with CinéGroupe)
- Monster Farm (1998 - 1999)
- The Secret Files of the Spy Dogs (1998 - 1999)
- Mad Jack the Pirate (1998 - 1999)
- The Avengers: United They Stand (1999 - 2000) (co-production with Marvel Studios)
- The Kids from Room 402 (1999 - 2000) (co-production with CinéGroupe)
- Xyber 9: New Dawn (1999 - 2000)
- NASCAR Racers (1999 - 2001)
- Spider-Man Unlimited (1999 - 2001) (co-production with Marvel Studios)
- Action Man (2000 - 2002)
- Pigs Next Door (2000)
- What's with Andy? (season 1) (2001 - 2002) (co-production with CinéGroupe)
- Titeuf (season 1) (2001 - 2002)

Saban International Paris
For shows produced after SIP became independent in 2002, see SIP Animation.
Some of the shows featured the "Saban's" corporate bug in their title. Saban Entertainment itself is not listed.
- Saban's Adventures of the Little Mermaid (1991, co-production with Antenne 2, Hexatel, Fuji TV and Fuji Eight Co., Ltd.)
- Saban's Around the World in 80 Dreams (1992 - 1993, co-production with Antenne 2)
- Saban’s Gulliver’s Travels (1992 - 1993, co-production with Antenne 2)
- Journey to the Heart of the World (1993 - 1994, co-production with Media Films TV, Dargaud Films and Belvision Studios)
- Space Strikers (1995 - 1996, co-production with M6 and Montana, in association with Seoul Broadcasting System Productions)
- Saban's Iznogoud (1995, co-production with P.I.A. S.A., France 2, BBC and RTL 4 S.A.)
- Saban's The Why Why Family (1995 - 1998, co-production with France 3 and ARD/Degeto)
- Saban's Adventures of Oliver Twist (1996 - 1997)
- Saban's Princess Sissi (1997 - 1998, co-production with CinéGroupe, France 3, RAI Radiotelevisione Italiana, Ventura Film Distributors B.V. and Créativité et Développement)
- Walter Melon (1998 - 1999, co-production with France 2, ARD/Degeto and Scottish Television Enterprises)
- Wunschpunsch (2000, co-production with CinéGroupe, Ventura Film Distributors B.V. and TF1)
- Saban's Diabolik (2000 - 2001, co-production with M6 and Mediaset S.p.A.)
- Jim Button (2000 - 2001, co-production with CinéGroupe, Ventura Film Distributors B.V., TF1, ARD/Degeto and Thomas Haffa/EM.TV & Merchandising AG)
- Jason and the Heroes of Mount Olympus (2001 - 2002, co-production with Night Storms Productions) (continued work as SIP)
- Gadget & the Gadgetinis (2002 - 2003, co-production with Fox Kids Europe, DIC Entertainment Corp., M6, Channel Five and Mediatrade S.P.A.) (taken over from Saban)

### Foreign television series
Saban Entertainment dubbed and or distributed the following foreign television series in English:
- Macron 1 (1985 - 1986)
- Bumpety Boo (1985 - 1986)
- Spartakus and the Sun Beneath the Sea (1985 - 1987)
- Maple Town (1986 - 1987)
- Grimm's Fairy Tale Classics (1987 - 1989)
- Noozles (1988)
- The Adventures of Tom Sawyer (1988)
- Tales of Little Women (1988 - 1989)
- The Hallo Spencer Show (1989)
- Ox Tales (1989)
- Wowser (1989)
- Maya the Bee (1989 - 1990)
- Peter Pan: The Animated Series (1990)
- Pinocchio: The Series (1990)
- Dragon Warrior (1990)
- The Littl' Bits (1990)
- Tic Tac Toons (1990 - 1992) (anthology series consists of The Wacky World of Tic & Tac and Eggzavier the Eggasaurus)
- Elves of the Forest (1991) (combined episodes to make a one-hour special called A Christmas Adventure; co-distributed with DIC Entertainment)
- Funky Fables/Sugar and Spice (1991)
- Samurai Pizza Cats (1991)
- Bob in a Bottle (1992)
- Jungle Tales (1992)
- Rock 'n Cop (1992)
- Three Little Ghosts "Afraid of the Dark" (1992)
- Huckleberry Finn (1993)
- Shuke and Beita (1993)
- Button Nose (1994)
- Honeybee Hutch (1995 - 1996)
- Teknoman (1995 - 1996)
- Eagle Riders (1996 - 1997)
- Dragon Ball Z (1996 - 1998) (TV distributor and musical composer for the Funimation-Ocean Productions dub of the first two seasons)
- Super Pig (1997)
- Willow Town (1997)
- Bit the Cupid (1998)
- Digimon Adventure (1999 - 2000)
- Cybersix (1999 - 2000)
- Hello Kitty's Paradise (1999 - 2000)
- Dinozaurs (2000)
- Escaflowne (2000)
- Flint the Time Detective (2000)
- Digimon Adventure 02 (2000 - 2001)
- Shinzo (2000 - 2001)
- Hatsumei Boy Kanipan (2000 - 2001)
- Digimon Tamers (2001 - 2002)
- Slayers (2001) (unaired edited version)
- Transformers: Robots in Disguise (2001 - 2002)
- Mon Colle Knights (2001 - 2002)

### Live-action TV series
Saban Entertainment produced and or distributed the following live action TV series:
- Bio-Man (1986) (unaired pilot)
- I'm Telling! (1987 - 1988) (co-production with DIC Enterprises)
- 2 Hip 4 TV (1988)
- Treasure Mall (1988)
- Offshore Television (1988 - 1989) (co-production with King World R&D Network)
- Couch Potatoes (1989)
- Video Power (1990 - 1992)
- Scorch (1992) (co-production with Allan Katz Productions and Honeyland Productions for Lorimar Television)
- Power Rangers series (1993 - 2002):
  - Mighty Morphin Power Rangers (1993 - 1995)
  - Mighty Morphin Alien Rangers (1996)
  - Power Rangers Zeo (1996)
  - Power Rangers Turbo (1997)
  - Power Rangers in Space (1998)
  - Power Rangers Lost Galaxy (1999)
  - Power Rangers Lightspeed Rescue (2000)
  - Power Rangers Time Force (2001)
  - Power Rangers Wild Force (2002) (only pre-production)
- Mad Scientist Toon Club (1993 - 1994)
- VR Troopers (1994 - 1996)
- Sweet Valley High (1994 - 1997)
- Goosebumps (1995 - 1998) (International distribution only)
- Masked Rider (1995 - 1996)
- Big Bad Beetleborgs (1996 - 1998)
- Breaker High (1997 - 1998)
- Ninja Turtles: The Next Mutation (1997 - 1998)
- The All New Captain Kangaroo (1997 - 1998) (season 1 only)
- Mystic Knights of Tir Na Nog (1998 - 1999)
- The New Addams Family (1998 - 1999)
- Los Luchadores (2001)

### Live-action films
- Alphy's Hollywood Power Party (1987; TV special)
- Rescue Me (1988)
- The Phantom of the Opera (1990) (produced by Saban/Scherick Productions, Hexatel, Starcom, TF1, Reteitalia, and Beta Film)
- The Secret Life of Ian Fleming (1990) (produced by Saban/Scherick Productions for TNT)
- A Perfect Little Murder (1990) (co-production with MollyBen Productions for Gary Hoffman Productions)
- Blind Vision (1991)
- Till Death Us Do Part (1991) (produced by Saban/Scherick Productions)
- Prey of the Chameleon (1992)
- Round Trip to Heaven (1992)
- Black Ice (1992)
- Revenge on the Highway (1992)
- Nightmare in the Daylight (1992) (produced by Saban/Scherick Productions and Smith/Richmond Productions)
- Anything for Love (1993)
- In the Shadows, Someone's Watching (1993)
- Under Investigation (1993)
- Terminal Voyage (1994)
- Samurai Cowboy (1994)
- Shadow of Obsession (1994)
- Guns of Honor: Rebel Rousers (1994)
- Blindfold: Acts of Obsession (1994)
- Guns of Honor: Trigger Fast (1994)
- Mighty Morphin Power Rangers: The Movie (1995)
- Virtual Seduction (1995)
- Christmas Reunion (1995)
- Chimp Lips Theater (1997; two TV specials)
- Turbo: A Power Rangers Movie (1997)
- Casper: A Spirited Beginning (1997)
- The Christmas List (1997)
- Gotcha (1998)
- Circles (1998)
- National Lampoon's Men in White (1998)
- Casper Meets Wendy (1998)
- Rusty: A Dog's Tale (1998)
- Addams Family Reunion (1998)
- Earthquake in New York (1998)
- Richie Rich's Christmas Wish (1998)
- The Christmas Takeover (1998)
- Men of Means (1999)
- Taken (1999)
- Don't Look Behind You (1999)
- Heaven's Fire (1999)
- Au Pair (1999)
- Ice Angel (2000)
- Au Pair II (2001)
- Oh, Baby! (2001)
- Three Days (2001)

### Animated films/specials
- Barbie and the Rockers: Out of this World (1987) (co-production with DIC Entertainment and Mattel)
- Barbie and The Sensations: Rockin' Back to Earth (1987) (co-production with DIC Entertainment and Mattel)
- A Christmas Adventure (1987)
- Dragon Ball Z: The Tree of Might (1997) (TV distributor and musical composer for the 1997 Funimation-Ocean Productions dub)
- Digimon: The Movie (2000)

## Phát hành
Hầu hết các phương tiện truyền thông thuộc sở hữu của Saban Entertainment từ đầu những năm 1990 đã đến VHS ở hầu hết các khu vực. Tuy nhiên, từ cuối những năm 1990 trở đi, gần như tất cả các thực thể thuộc sở hữu của Saban Entertainment chỉ được phát hành dưới dạng VHSes của Úc và New Zealand. Ngoài ra, theo các chủ sở hữu quyền hiện tại ở Bắc Mỹ, Walt Disney Studios Home Entertainment đã (và vẫn chưa) có kế hoạch phát hành các tựa game này cho DVD và Blu-ray, và như vậy, một số trong số đó thay vào đó được phát sóng trên kênh truyền hình anh chị em của họ, Disney XD và ban đầu là trên Toon Disney và ABC Family trước khi nghỉ hưu của thương hiệu Jetix tại Hoa Kỳ. Ở hầu hết các nước châu Âu, Fox Kids Europe (sau này là Jetix Europe) có một kênh chị em có tên Fox Kids Play (sau này là Jetix Play) phát sóng nhiều chương trình và chương trình giải trí Saban do Fox Kids Europe / Jetix Europe sở hữu. Một số chương trình cũng được phát hành trên DVD và VHS bởi các nhà phân phối độc lập khác nhau, chẳng hạn như Maximum Entertainment ở Vương quốc Anh.
Digimon
Tại Úc, Digimon: Quái vật kỹ thuật số mùa một và hai đã được Madman Entertainment phát hành lại vào ngày 17 tháng 8 năm 2011. Ngoài ra, năm loạt đầu tiên đã được phát hành trên DVD ở Bắc Mỹ thông qua Video mới.

#### Power Rangers
Tại Đức, họ đã phát hành các bộ hộp mùa hoàn chỉnh cho mọi loạt Power Rangers, với các Phiên bản tiếng Anh được bao gồm cho đến mùa 6 do các vấn đề với Disney. Bộ này có sẵn trong Amazon Đức.
17 mùa đầu tiên của Power Rangers đã được cấp phép phát hành DVD bởi Shout! Factory, đã phát hành 17 mùa đầu tiên cho DVD ở Vùng 1.
Saban và Lions Gate Entertainment đã sản xuất một bộ phim khởi động lại trực tiếp của Mighty Morphin Power Rangers.